# عبد الرحمن الأدغم
عبد الرحمن الأدغم، ولد يوم 18 أكتوبر 1947 بمدينة باردو، هو طبيب و سياسي تونسي.
هو وزير مكلف بالحوكمة ومقاومة الفساد في حكومة حمادي الجبالي.
عبد الرحمن متزوج وأب لثلاثة أبناء، وهو ابن السياسي الباهي الأدغم.